# Juweel (Narnia)
Juweel (Engels: Jewel) is een personage uit Het laatste gevecht van De Kronieken van Narnia door C.S. Lewis.
Het is in Het laatste gevecht een eenhoorn en de beste vriend van koning Tirian. Zoals iedere eenhoorn toont hij zich nobel, eerlijk en dapper. Hoewel een eenhoorn veel lijkt op een paard, zal niemand het in zijn hoofd halen een eenhoorn als rijdier te gebruiken. Juweel gebruikt zijn hoorn en zijn voeten om vijanden te verslaan.
In het nieuwe Narnia is Juweel ook. Hij vindt dat dit het land is, waar hij al heel zijn leven naar op zoek is geweest. Samen met de anderen gaat hij naar de tuin die ligt in het westen van Narnia.